# Journal of Physical Chemistry C
Journal of Physical Chemistry C è una rivista accademica che si occupa di chimica fisica, in particolare di nanotecnologie, chimica delle superfici, colloidi e catalisi.
Nel 2014 il fattore di impatto della rivista era di 4,772.